# Логор Кампор
Концентрациони логор Кампор (Раб) био је италијански фашистички сабирни логор у Другом светском рату. Основала га је италијанска окупаторска власт на острву Раб јула 1942. године у близини села Кампор. Деловање логора био је део фашистичке политике искорењивања Словена у етничким хрватским и словеначким подручјима које је Италија окупирала 1941. године.

## Логор
У логору се налазило приближно 15 000 заточеника, и то углавном Хрвата из Горског котара, Јевреја и Словенаца. Од глади и тешких услова живота, нарочито у зимском и летњем раздобљу умрло је више од 4 000 људи (од којих је именом и презименом познато тек 1490), укључујући више од 150 деце испод 15 година. Осталих 800 особа је умрло при каснијим превозима у друге сабирне логоре у Италији, као нпр. у логор Гонарс и Падову.
Док су Словенци и Хрвати живели у очајним условима, према Јеврејима су се пристојно опходили, јер их италијанска фашистичка политика није сматрала претњом Италији.

## Укидање логора
До средине 1943, у логору се налазило око 7 400 особа, од којих су 2 700 били Јевреји. Након смењивања Мусолинија у јулу 1943, Јевреји су се уплашили да ће их Немци пребацити у споствене логоре. Логор је 8. септембра 1943. године, након предаје Италије, стављен под немачку управу. Око 245 јеврејских заточеника формирало је Рапски батаљон у саставу Рапске партизанске бригаде како би се борили против фашизма. Ови борци су у међувремену распоређени у друге јединице НОВЈ, а 204 Јевреја који су остали у логору, превезени су у Сабирни логор Аушвиц.
Од 15 000 заточеника живот је изгубило укупно 20% њих.

## Спомен-парк
Године 1953, на подручју логора изграђен је спомен-парк, којег су изградили политички затвореници на присилном раду у затвору на Голом отоку. Пројекат за изградњу спомен-гробља направио је словеначки архитекта Едвард Равникар.
Постојање тог сабирног логора било је мало познато ван Хрватске и Словеније. Године 2003, италијански премијер Силвио Берлускони изазвао је бурне реакције с изјавом да „италијански фашисти противнике својег режима нису слали у сабирне логоре, него на летовање у унтрашње изгнанство".